# Karl Uhlmann
Karl Albin Uhlmann (* 1833 in Pirna; † 12. Februar 1902 in Stollberg) war ein deutscher Baumeister und Politiker (Deutsche Fortschrittspartei).

## Leben
Der Sohn von Karl Gottlieb Uhlmann und Eleonore Karoline Uhlmann war ein Maurer und Baumeister in Stollberg, wo er von 1880 bis 1901 dem Stadtrat angehörte. 1868 leitete er die Erbauung des Revier-, Schacht-, Maschinen-, Kessel- und Bethauses der neuen Schachtanlage beim Fürstlichen Kohlenwerk in Oelsnitz/Erzgeb. Zu den von ihm errichteten Bauwerken in seiner Heimatstadt Stollberg gehören die 1879 erbaute Altstadtschule und das 1887 erbaute Rathaus. Von 1879 an bekleidete er das Amt des stellvertretenden Vorsitzenden der Gewerbekammer Chemnitz, von 1883 bis 1901 war er Vorsitzender derselben Kammer. 1887 war Uhlmann stellvertretender Vorsitzender des deutschen Baugewerketages.
Von 1881 bis 1901 saß er für die Fortschrittspartei als Abgeordneter des 17. städtischen Wahlkreises in der Zweiten Kammer des Sächsischen Landtags. Nach Uhlmanns Mandatsniederlegung 1901 wurde Gustav Zschierlich in einer Nachwahl zum neuen Abgeordneten des Wahlkreises gewählt.
Bei der Reichstagswahl 1877 trat er als Gegenkandidat von Wilhelm Liebknecht (SPD) im 19. sächsischen Wahlkreis (Schneeberg (Erzgebirge), Stollberg) an, konnte sich jedoch nicht gegen diesen durchsetzen.